# Lista de sítios arqueológicos de H. habilis

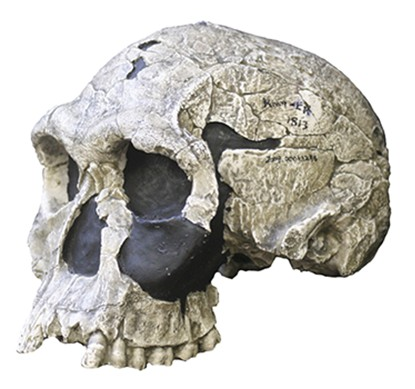
Crânio fóssil de H. habilis.

Lista de fósseis de Homo habilis. 

## Lista
| Ano  | Nomenclatura do Fóssil      | Local da Descoberta | Fonte |
| ---- | --------------------------- | ------------------- | ----- |
| 1949 | SK 847                      | África do Sul       | [ 1 ] |
| 1960 | Criança de Johnny (OH 7)    | Tanzânia            | [ 2 ] |
| 1960 | Hominídeo de Olduvai (OH 8) | Tanzânia            | [ 3 ] |
| 1968 | Twiggy (OH 24)              | Tanzânia            | [ 4 ] |
| 1973 | KNM ER 1813                 | Quênia              | [ 5 ] |
| 1974 | KNM-ER 1805                 | Quênia              | [ 6 ] |
| 1976 | StW 53 (variação)           | África do Sul       | [ 7 ] |